# Stephan Louw
Pour les articles homonymes, voir Louw.
Stephan Louw (né le 26 février 1975) est un athlète namibien, spécialiste du saut en longueur.
Sa meilleure performance est de 8,24 m (en altitude) et de 8,16 m au niveau de la mer.

## Palmarès
| Année | Compétition            | Lieu        | Résultat | Performance |
| ----- | ---------------------- | ----------- | -------- | ----------- |
| 2001  | Universiade            | Pékin       | 2e       | 8,04 m      |
| 2008  | Championnats d’Afrique | Addis-Abeba | 3e       | 7,98 m      |